# Éfaté

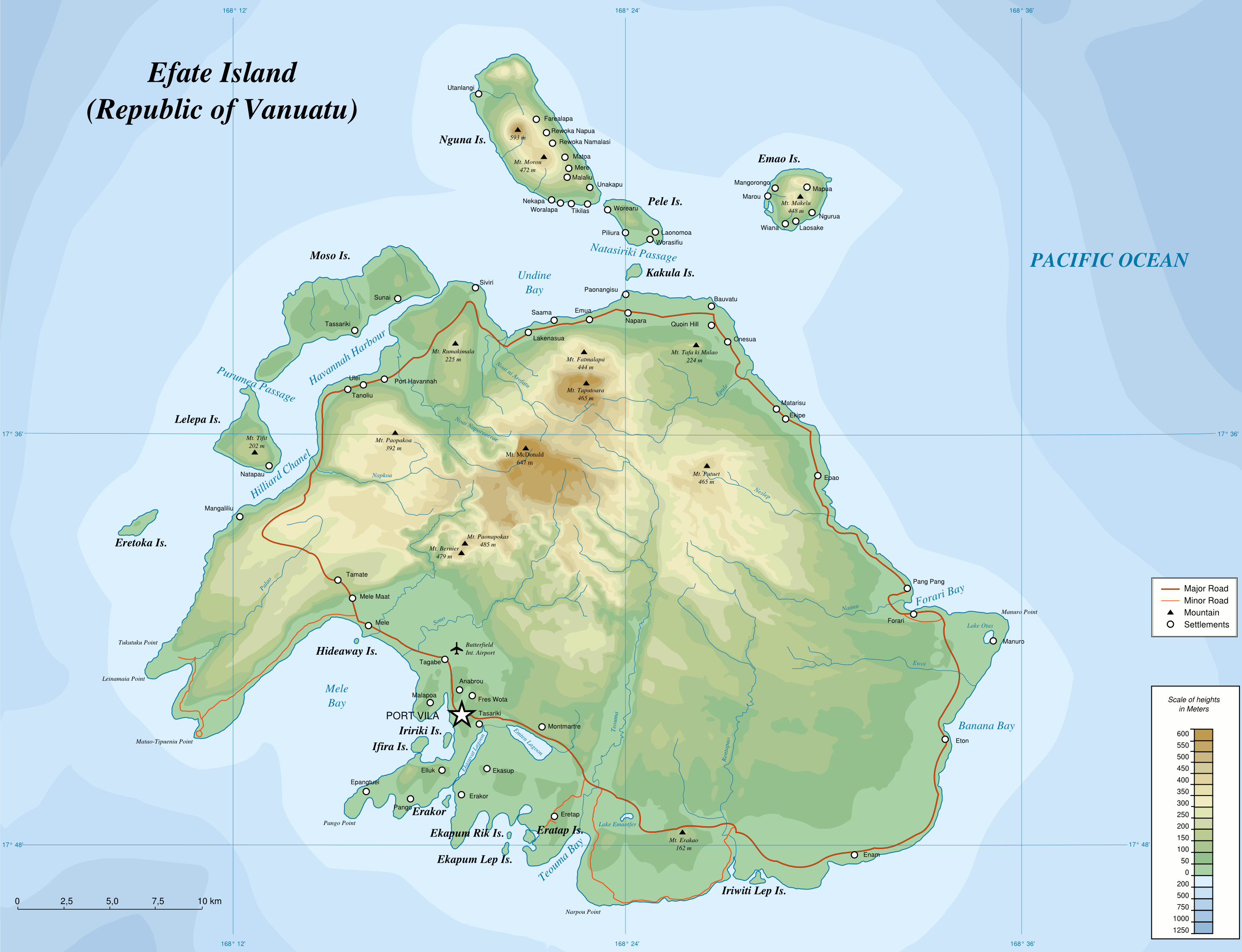
Mapa da Ilha de Éfaté

Éfaté é uma ilha no Oceano Pacífico que faz parte da província de Shefa na República de Vanuatu. A ilha é também conhecida como Île Vate. Éfaté é a ilha mais populosa de Vanuatu, com aproximadamente 50000 habitantes. A maioria dos habitantes da ilha mora na cidade de Port Vila, que é também a capital nacional.
Durante a Segunda Guerra Mundial, Éfaté serviu como importante base militar para os Estados Unidos.